# Liste du patrimoine mondial au Guatemala
Cet article recense les sites inscrits au patrimoine mondial au Guatemala.

## Statistiques
Le Guatemala ratifie la Convention pour la protection du patrimoine mondial, culturel et naturel le 16 janvier 1979. Les premiers sites protégés sont inscrits en 1979.
En 2023, le Guatemala compte 4 sites inscrits au patrimoine mondial, 3 culturels et 1 mixte. 
À la même date, le pays a également soumis 22 sites à la liste indicative : 10 culturels, 4 naturels et 8 mixtes.

## Listes

### Patrimoine mondial
Les sites suivants sont inscrits au patrimoine mondial
| Id.  | Site                                       | Département  | Année | Superficie (ha) | Critères et notes             | Coordonnées                         | Illus. |
| ---- | ------------------------------------------ | ------------ | ----- | --------------- | ----------------------------- | ----------------------------------- | ------ |
| 65   | Antigua Guatemala                          | Sacatepéquez | 1979  |                 | Culturel, (ii), (iii), (iv)   | 14° 34′ 01″ nord, 90° 40′ 01″ ouest |        |
| 149  | Parc archéologique et ruines de Quirigua   | Izabal       | 1981  |                 | Culturel, (i), (ii), (iv)     | 15° 16′ 16″ nord, 89° 02′ 24″ ouest |        |
| 1663 | Parc archéologique national Tak'alik Ab'aj | Retalhuleu   | 2023  | 14,88           | Culturel, (ii), (iii)         | 14° 37′ 26″ nord, 91° 43′ 41″ ouest |        |
| 64   | Parc national de Tikal                     | Petén        | 1979  | 57 600          | Mixte, (iii), (iv), (ix), (x) | 17° 13′ 01″ nord, 89° 37′ 01″ ouest |        |

### Liste indicative
Les sites suivants sont inscrits sur la liste indicative.
| Site                                                                        | Département                                             | Type                                  | Date | Lien | Notes | Coordonnées                         | Illus. |
| --------------------------------------------------------------------------- | ------------------------------------------------------- | ------------------------------------- | ---- | ---- | --- | ----------------------------------- | ------ |
| Le centre de la zone maya                                                   | Petén                                                   | Mixte                                 | 2002 | 1754 | Correspondrait au centre la réserve de biosphère Maya.                                                                                 | 17° 25′ 48″ nord, 90° 53′ 24″ ouest |        |
| Château de San Felipe de Lara (es)                                          | Izabal                                                  | Culturel (iv)                         | 2002 | 1761 | | 15° 38′ 13″ nord, 88° 59′ 35″ ouest |        |
| Cuenca Mirador                                                              | Petén                                                   | Mixte                                 | 2002 | 1753 | | 17° 45′ 18″ nord, 89° 55′ 12″ ouest |        |
| Grotte de Naj Tunich                                                        | Petén                                                   | Mixte                                 | 2002 | 1756 | Une proposition similaire est soumise en 2012, sans que celle de 2002 soit modifiée ou supprimée.                                      | 16° 16′ 34″ nord, 89° 15′ 36″ ouest |        |
| Grottes de Naj Tunich                                                       | Petén                                                   | Culturel (i), (iii), (v), (vi), (vii) | 2012 | 5739 | Une proposition similaire est soumise en 2002, sans que celle-ci ne soit modifiée ou supprimée en 2012.                                | 16° 16′ 34″ nord, 89° 15′ 36″ ouest |        |
| Parc national de la Sierra del Lacandón (es)                                | Petén                                                   | Mixte                                 | 2002 | 1766 | | 17° 11′ 42″ nord, 91° 05′ 10″ ouest |        |
| Parc national Visis Cabá (es) et architecture vernaculaire du triangle Ixil | Quiché                                                  | Mixte                                 | 2002 | 1769 | | 15° 34′ 26″ nord, 90° 59′ 46″ ouest |        |
| Peintures murales de San Bartolo                                            | Petén                                                   | Culturel (i), (iii)                   | 2012 | 5738 | | 17° 32′ 53″ nord, 89° 24′ 14″ ouest |        |
| La rencontre Mayas-Olmèques                                                 | Retalhuleu                                              | Mixte                                 | 2002 | 1757 | La proposition indique que le site se situe dans la commune d'El Asintal et cite spécifiquement le site archéologique de Takalik Abaj. | 14° 22′ 52″ nord, 91° 26′ 24″ ouest |        |
| Réserve de biosphère de la Sierra de las Minas                              |                                                         | Naturel (vii), (viii), (ix), (x)      | 2002 | 1765 | | 15° 10′ nord, 89° 40′ ouest         |        |
| Route de l'agroindustrie et de l'architecture victorienne                   |                                                         | Culturel (iv)                         | 2002 | 1762 | |                                     |        |
| Route de l'évangélisation dominicaine                                       |                                                         | Culturel (i), (iv), (v), (vi)         | 2002 | 1759 | |                                     |        |
| Route de l'évangélisation franciscaine                                      |                                                         | Culturel (i), (iv), (v), (vi)         | 2002 | 1758 | |                                     |        |
| La route à mangroves de la côte pacifique du Guatemala                      |                                                         | Naturel (vii)                         | 2002 | 1767 | |                                     |        |
| Route de la paix et de l'identité nationale                                 |                                                         | Culturel (iv), (vi)                   | 2002 | 1760 | |                                     |        |
| La route des rivières                                                       | Petén                                                   | Mixte                                 | 2002 | 1755 | |                                     |        |
| La route verte de Verapaz, Guatemala                                        | Alta Verapaz                                            | Naturel (vii)                         | 2002 | 1764 | |                                     |        |
| Site archéologique de Naranjo Sa'aal                                        | Petén                                                   | Culturel (ii), (iv), (vi)             | 2022 | 6623 | | 17° 08′ 02″ nord, 89° 15′ 43″ ouest |        |
| Théâtre national du Guatemala (es)                                          | Guatemala                                               | Culturel (i), (iv)                    | 2022 | 6624 | | 14° 37′ 37″ nord, 90° 31′ 05″ ouest |        |
| La Triangle culturel                                                        | Petén                                                   | Mixte                                 | 2002 | 1752 | |                                     |        |
| Ville de Chichicastenango                                                   | Quiché                                                  | Culturel (v), (vi)                    | 2002 | 1763 | | 14° 55′ 59″ nord, 91° 07′ 01″ ouest |        |
| Zone protégée du lac Atitlán                                                | Alta Verapaz, Baja Verapaz, El Progreso, Izabal, Zacapa | Naturel (vii), (viii), (ix)           | 2002 | 1768 | | 14° 40′ 44″ nord, 91° 12′ 04″ ouest |        |